# Водопостачання Відня

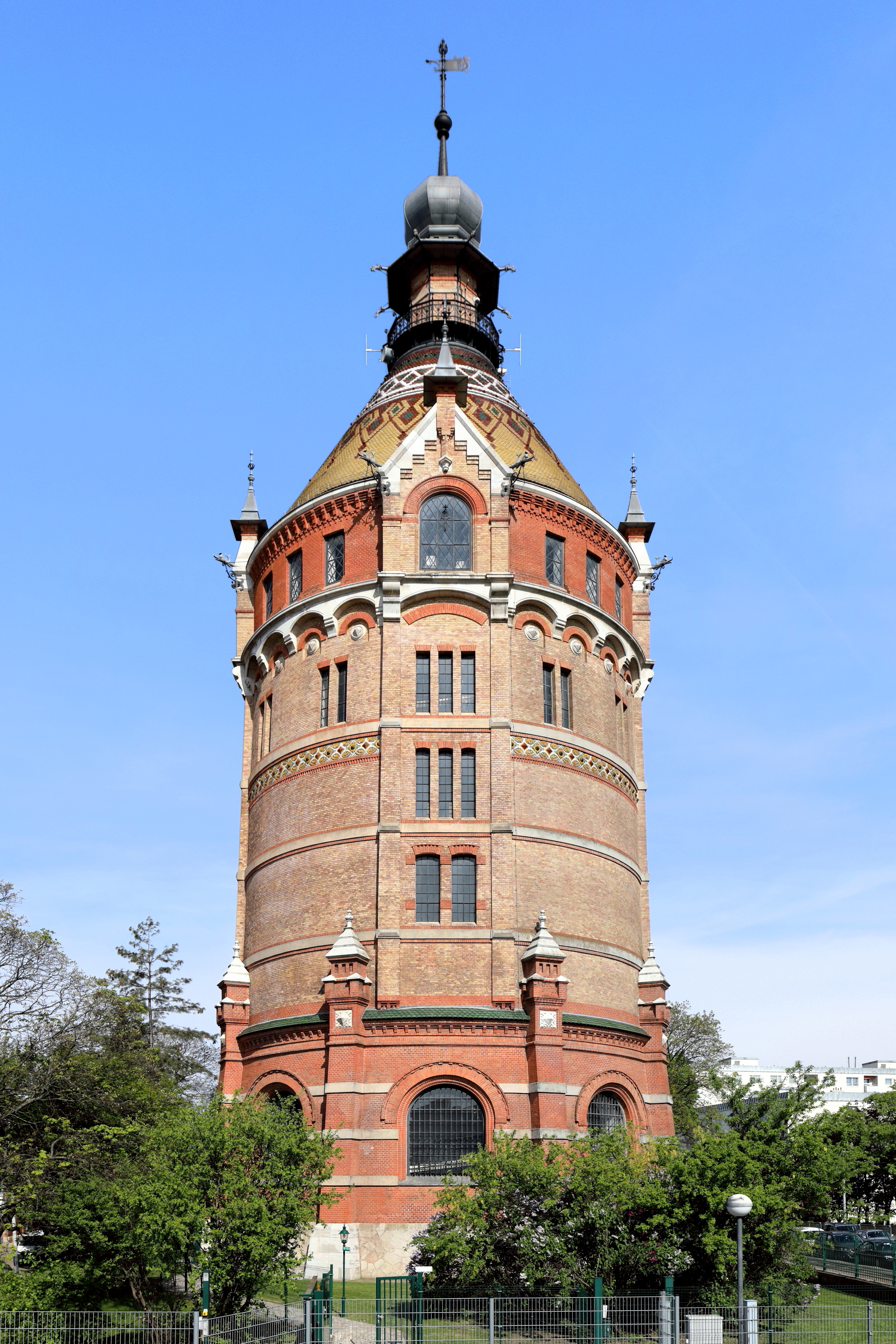
Колишня водонапірна вежа на Вінерберґ в районі Фаворитен

Водопостачання Відня забезпечується двома водогонами з гірських джерел, а також артезіанськими свердловинами, які у виняткових випадках також під'єднуються до системи водопостачання. Загалом, до австрійської столиці надходять майже 589 тис. м³ питної води щодня.
Середньодобове споживання питної води у Відні становить 367 917 м³, що відповідає приблизно 221 літру на жителя (станом на 2010 р.). Найбільше добове споживання у 2010 році становило 506 980 м³, а найнижче — 298 850 м³. Довжина водопровідної мережі у місті становить приблизно 3023 км (2010 р.) і вона забезпечує коло 100 тис. будинків у Відні. Оператором всієї системи водопостачання є муніципальний відділ 31 (Wiener Wasserwerke) муніципалітету Відня, який відповідає за її експлуатацію та технічне обслуговування. Відпрацьована вода скидається у віденську каналізаційну систему.

## Історія

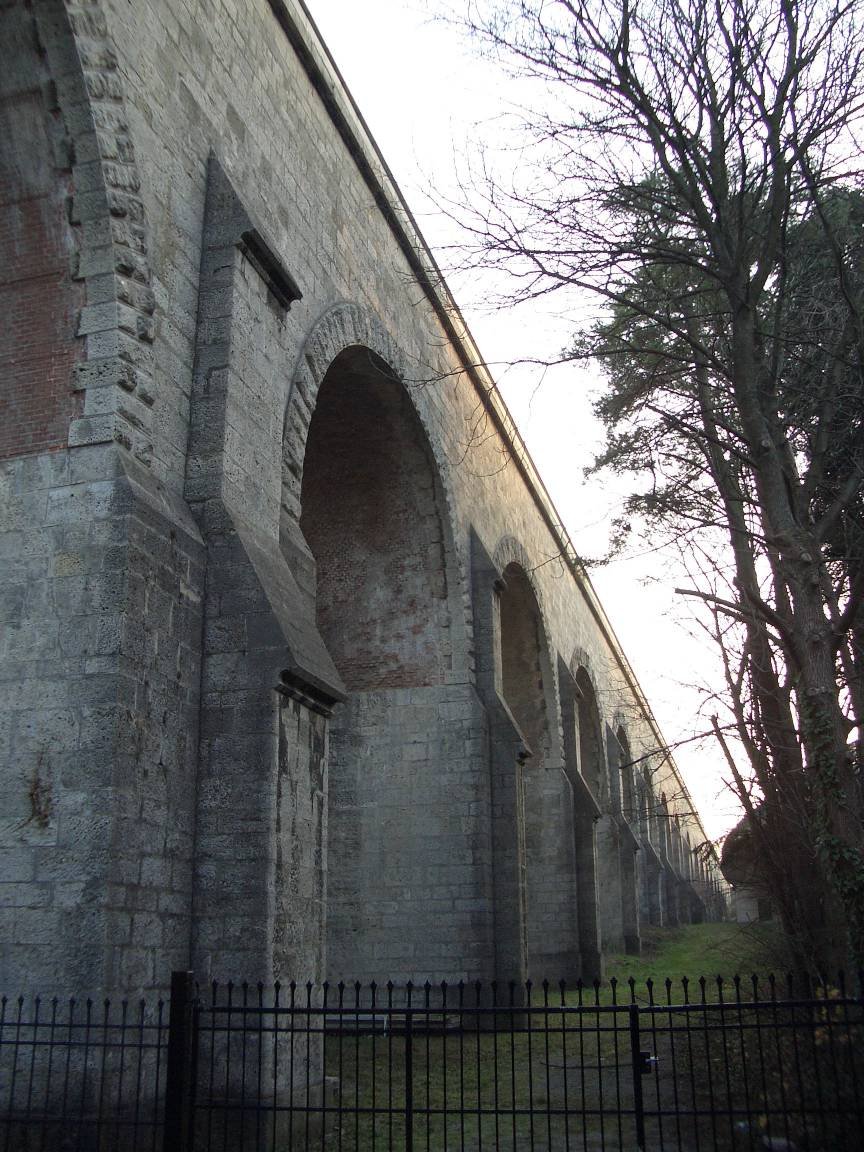
Акведук І. гілки Віденського водогону з гірських джерел у Бадені поблизу Відня

Ще в римські часи водогін довжиною кілька кілометрів забезпечував римський військовий табір Віндобона. Тоді воду брали з району сьогоднішніх Перхтольдсдорфа та Гумпольдскірхена. Він забезпечував приблизно 5 тис. м³ на добу. Після закінчення римського панування, система підземних трубопроводів прийшла до занепаду й від середньовіччя аж до початку XVI ст. потреба у воді задовольнялася винятково будинковими криницями. Однак через суглинисті ґрунти та гігієнічні умови того часу, якість криничної води неухильно погіршувалася.
Лише після великої пожежі 1525 р. почалося планування нової системи водопостачання, насамперед для того, щоб збільшити об'єм води для гасіння вогню. У 1562 році імператорський двір був першим, що отримав свій власний водогін зі Зібенбрунну, який був побудований за дорученням короля Фердинанда I. Воду брали з семи криниць у Оберрайнпрехтсдорфі (частина сучасного району Маргаретен) і подавали чавунними трубами до резервуару під Аугустинською бастеєю у Відні, звідки, в свою чергу, направляли до Гофбурга.
З 1565 року прісну воду нарешті почали постачати населенню міста через водогін з Гернальсу. Але від початкових 1500 м³ на добу пізніше залишилося лише 45 м³, а тому воду з громадських колодязів почали продавати. З іншого боку, імператору Карл VI. воду доставляли у чанах з джерела Кайзербрунн, яке імператор знайшов під час полювання, але транспортування води тривало два з половиною дні.
У 17-му столітті криниця на Нойер Маркт, яка живилася з джерельного водогону, забезпечила перші частини міста свіжою водою і так тривало аж до 19 століття. Більшу частину населення продовжували забезпечувати водою домашні криниці і так звані водочерпи (Wasserer) — вони продавали воду з цистерн на своїх кінних возах, на яких їздили містом. У 1804 році передмістя тодішнього Відня також вперше були забезпечені водою завдяки водогону Альберта, який був побудований при Альберті фон Заксен-Тешені. Цей водогін постачав воду з Хюттельдорфа. Але оскільки рівень забруднення води зростав разом з розмірами міста, у 1830 році у Відні вперше спалахнула епідемія холери, від якої до грудня 1831 року померло приблизно 2000 людей.
Нарешті, між 1835 і 1841 роками була побудована перша загальна система водопостачання — водогін кайзера Фердинанда, що забезпечував місто 20 тис. м³ фільтрованої води з Дунаю. Однак ріст міста незабаром перевантажив і цю систему, бо на кожного жителя припадало лише чотири-п'ять літрів води на добу. А оскільки воду брали з сусіднього Дунайського каналу, то вода була не набагато чистішою за воду з будинкових криниць. Через це виникали численні випадки висипного тифу та холери, які вимагали покращення водопостачання.

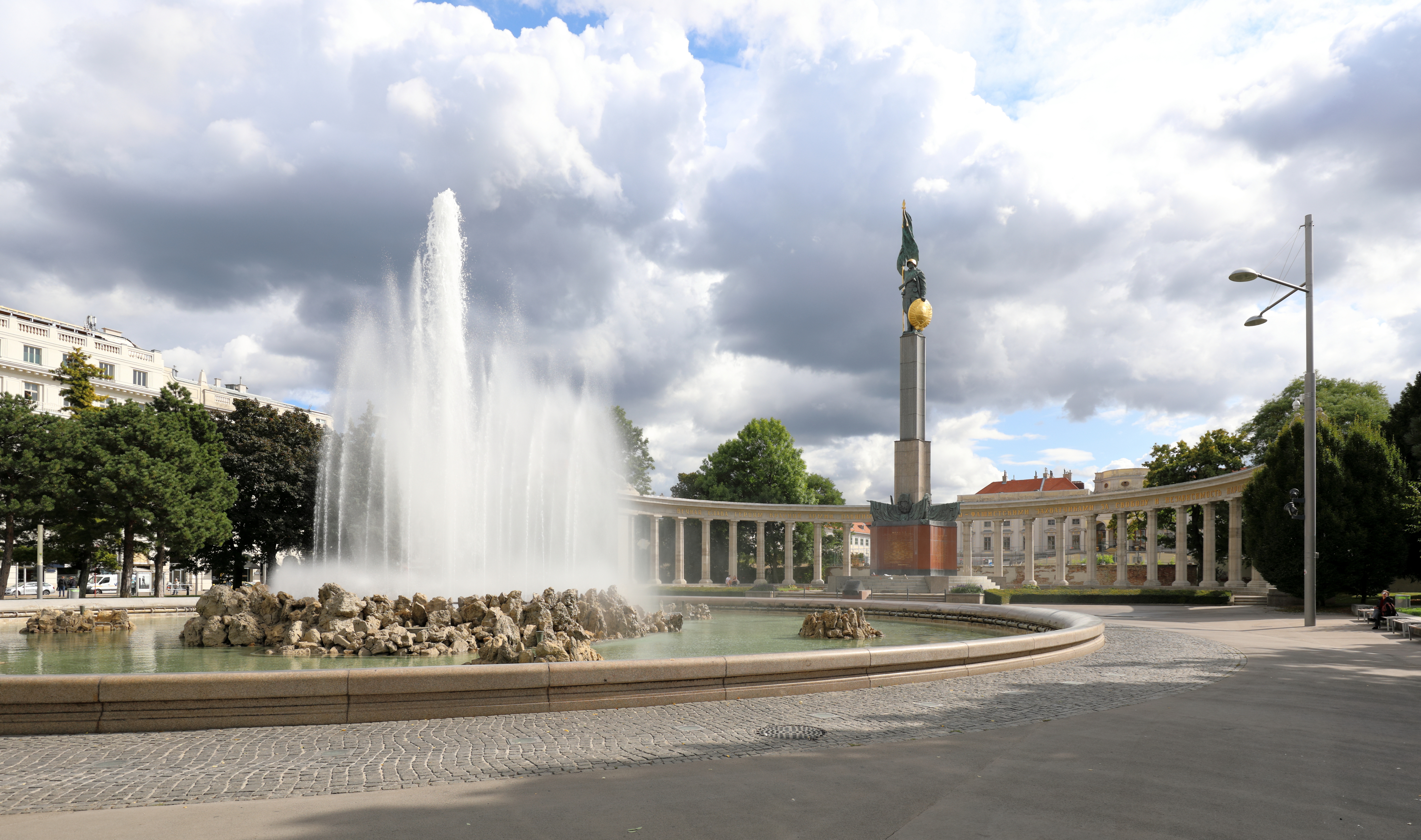
Фонтан Гохштральбруннен на площі Шварценберга

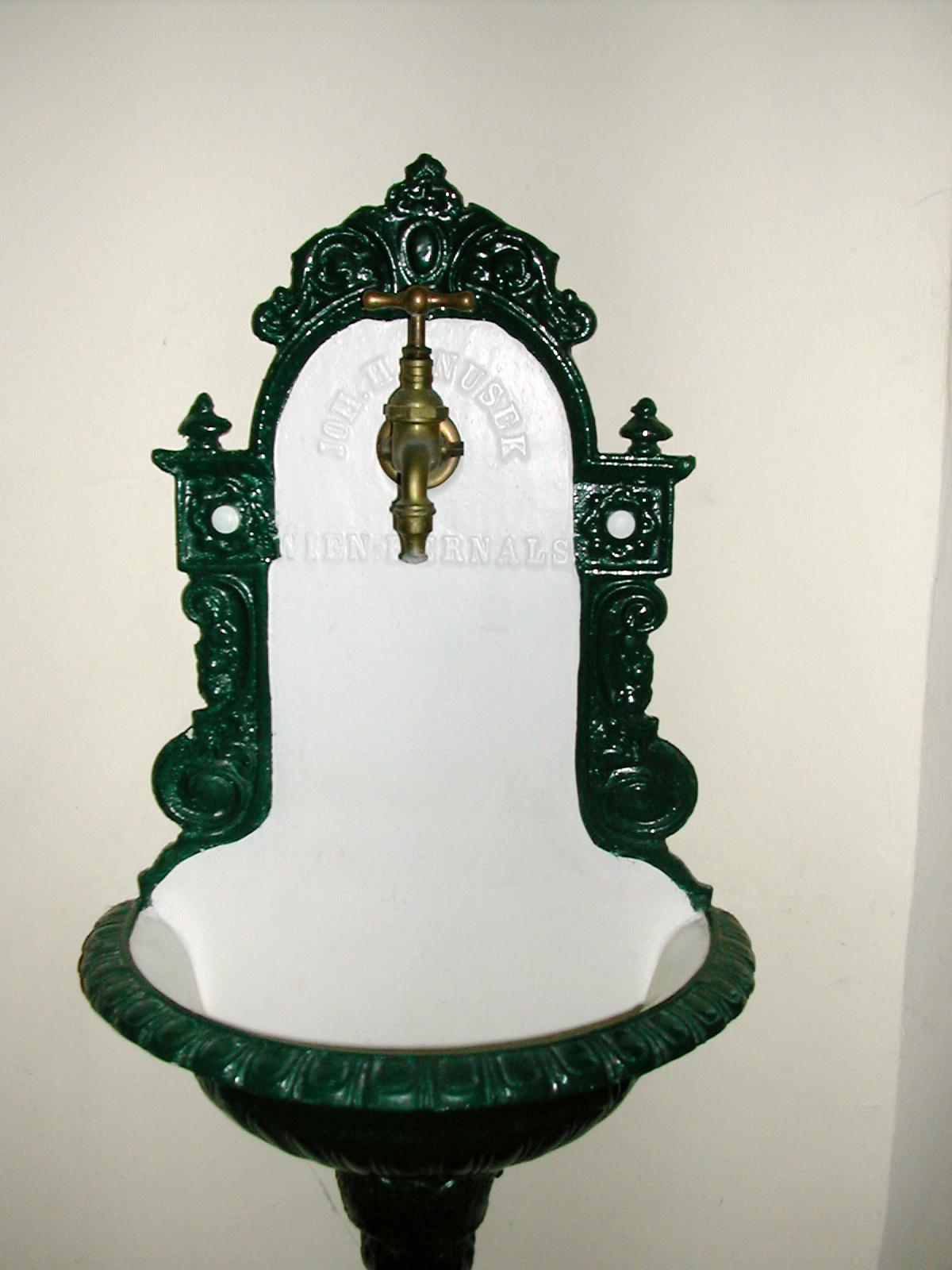
«Бассена» в коридорі багатоквартирного будинку

У 1861 році місто потребувало вже у сім разів більше води, аніж міг забезпечити водогін кайзера Фердинанда, а тому у газеті «Вінер цайтунг» було оголошено конкурс на нову систему водопостачання. У ньому переміг проект віденського геолога Едуарда Зюсса та його колеги Карла Юнкера, який передбачав будівництво 120 км водогону, водосховища та системи розподілу води. Віденська міська рада схвалила проект 12 липня 1864 р.
Будівельні роботи розпочалися в 1870 році і лише через три роки було завершено будівництво І. лінії Віденського водогону з гірських джерел з району Ракс-Шнеберг у Нижній Австрії. Імператор Франц Йосиф I урочисто відкрив його на Всесвітній виставці 24 жовтня 1873 року, як найбільший водогін в Європі. На згадку про цю подію на площі Шварценберга у Відні був збудований фонтан Гохштральбруннен. У той самий час також були збудовані підземні водосховища на Розенхюгелі, Шмельці, Вінербергу та на Лаербергу.
У 1888 році вже 90 % житлових будинків тодішнього Відня були підключені до системи водопостачання, а це означало, що більшість з приблизно 900 000 жителів були забезпечені чистою питною водою. На кожному поверсі у житлових будинках був кран з емальованим умивальником, який досі присутній у багатьох будинках і називається «бассена».
6 листопада 1896 року була введена в дію насосна станція Брайтензее за адресою Hütteldorfer Strasse 142. Це була перша насосна станція у Відні.
Після тривалої судової суперечки з бельгійською «Compagnie des Eaux de Vienne, Societé anonyme» в Унтертюльнербаху між 1895 і 1898 роками було збудоване відкрите водосховище Вінервалдзе.
Вода, очищена на станції у Вінталь, продавалася потім місту Відень, як промислова вода. У 1958 році місто Відень придбало ці водоочисні споруди і, після відповідних модифікацій, використовувало їх воду як питну до 2004 року. Сьогодні водосховище у Вінталь служить резервуаром для збору дощової води.
Через швидкий розвиток міст, води, що постачалася з І. лінії водогону, вже незабаром стало недостатньо. Тому на початку 20 ст. століття за мера Карла Люгера II. було побудовано ІІ. лінію водогону. Він живиться джерелами у районі Хохшваб і був відкритий імператором Францом Йосифом у 1910 році.
Починаючи з 1966 року у Лобау були збудовані глибокі артезіанські сведловини, які використовуються в особливих випадках тоді, коли споживання води є надзвичайно високим. Вода у сведловинах походить з Дунаю, а тому є твердішою за гірську джерельну воду.
У 1970-х роках у східній частині Віденського басейну, у Міттерндорфер-Сенке, були розроблені озера з підземною водою. Але оскільки вони були доволі забруднені через колишнє сміттєсховище, то цю воду доводиться очищати. Численні тести та процедури тривали до 2004 року, а тому першу воду вони дали тільки у 2006 році.

## Загальна інформація

### Потужність
Окремі системи водопостачання мають таку денну потужність:
- І. гілка водогону з гірських джерел: 220 тис. м³
- II. гілка водогону з гірських джерел: 217 тис. м³
- Артезіанські свердловини у Лобау : 80 тис. м³
- Водозабір Моосбрунн: 62 тис. м³
- Інші невеликі джерела: 10 тис. м³

Загалом місто може отримувати 589 тис. м³ води на добу. Середнє щоденне споживання води у Відні складає 375 тис. м³ і забезпечується звичайно I. і II. лінією водогону з гірських джерел (І. 173 тис. м³, II. 202 тис. м³). У разі надзвичайно високого споживання води та в особливих випадках, таких як технічне обслуговування, використовуються також інші джерела води, такі як артезіанські свердловини у Лобау.

### Карта

Карта шляхів водопостачання у Відні

### І. гілка водогону з гірських джерел

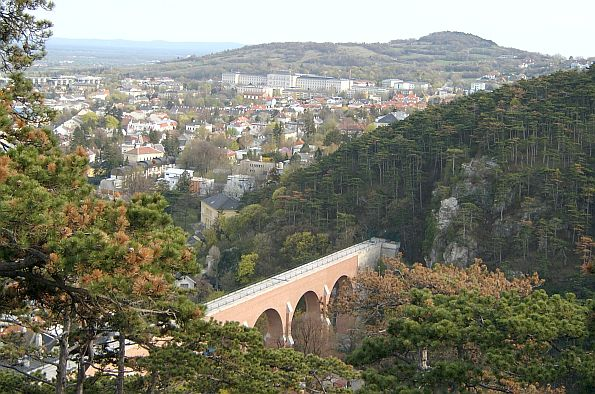
Акведук Віденського водогону поблизу Медлінга

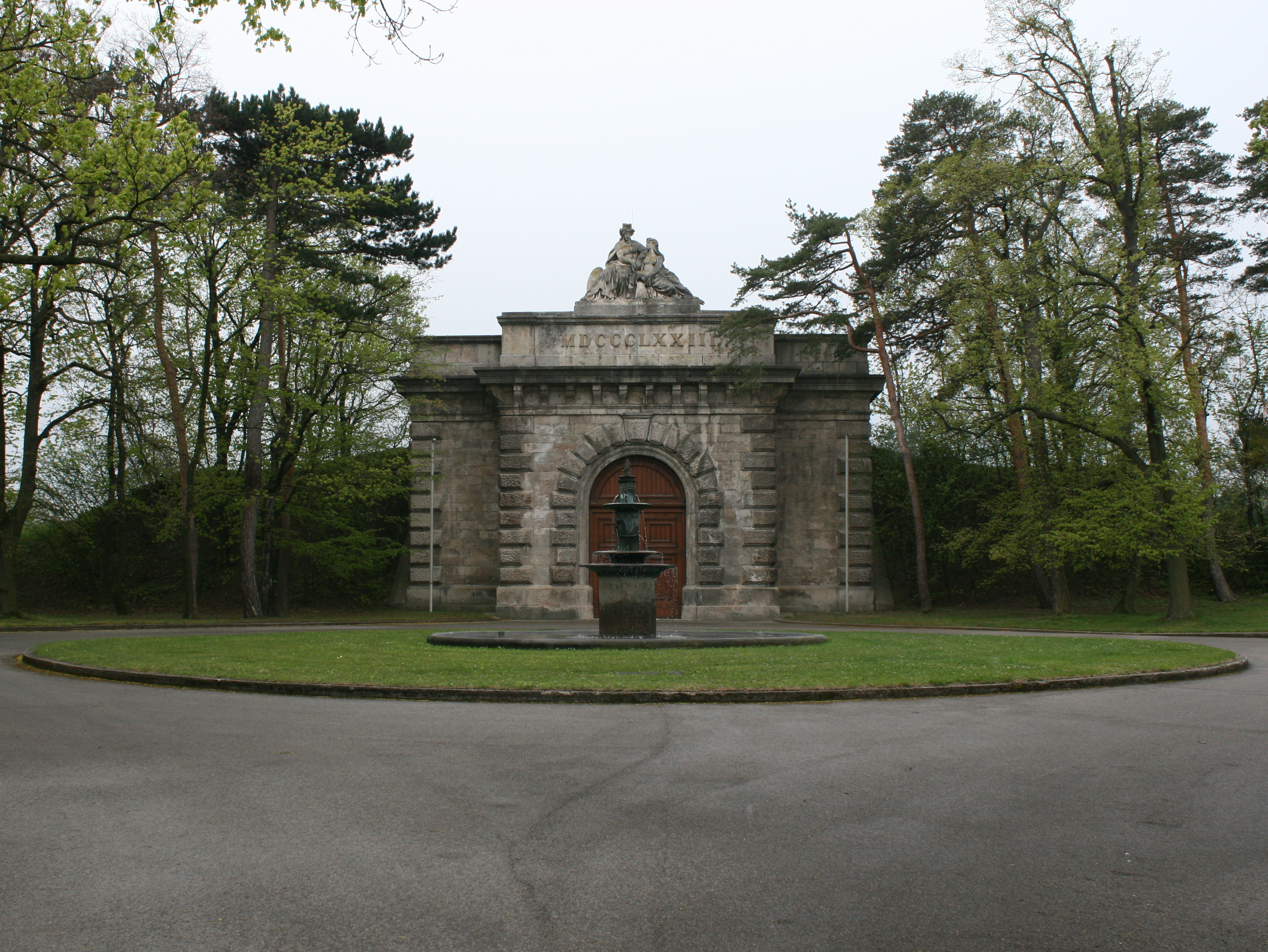
Вхід у підземне водосховищі біля Розенхюгеля

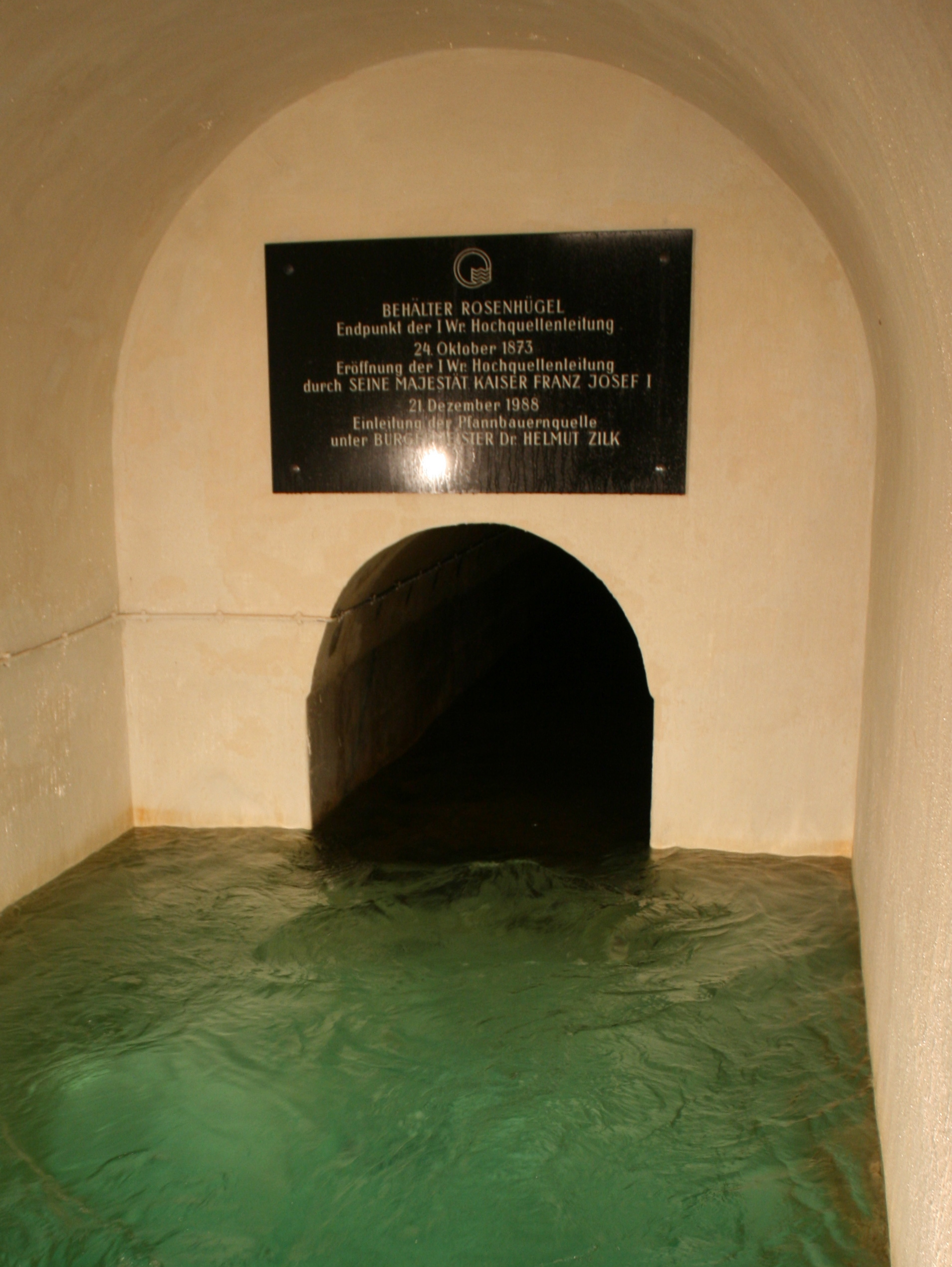
Кінець І. лініі водогону у водосховищі Розенхюгель

Джерела водогону імені імператора Франца-Йосифа (так спочатку називавалася І. гілка водогону з гірських джерел) були вимуровані в основному з цегли і знаходяться у Кайзербрунні у Шварцаталі на висоті до 2007 м на плато Ракс-Шнеберг. Протягом багатьох років до першого водогону додали також інші джерела, наприклад у Гуссверку або біля підніжжя Шнеальпе. Маршрут водогону проходить від Кайзербрунна через Хіршванг і Хелленталь тунелем довжиною 3 км, а потім цегляним каналом через Пайєрбах, Нойнкірхен, Бад-Фьослау, Баден, Медлінг до водосховищ, таких як водосховище на Розенхюгель, а вже потім вода розподіляється міською мережею водопостачання.
Воді необхідно 16 годин, щоб досягнути Відня і за цей час вона нагрівається на 1,5 - 2 ° С. Різниця висот становить 276 м, а оскільки вода вільно тече по всьому маршруту, то насосні станції не потрібні. У 1953—1959 роках у Нойзідлі-ам-Штайнфельді був побудований резервуар для води об'ємом 600 000  м³, який є одним з найбільших резервуаром у Європі. Між 1965 і 1968 роками, був також збудований тунель через Шнеальпен, що здатний забезпечити Відень джерельною водою зі Штирії.
Трубопровідна мережа для І лінії Віденського водогону була побудована компанією Elsner & Stumpf, яка має великий досвід обладнання будівель водопровідними трубами.
Вздовж водогону було обладнана пішохідна стежка, яка веде від Кайзербрунна до Глоггніца та Бад-Фьослау аж до Медлінга.
Більшість джерел води на плато Ракс-Шнеберг належать муніципалітету Відня, а тому знаходяться під управлінням лісової адміністрації міста Відня і зараз майже повністю знаходяться під захистом як водоохоронні та ландшафтні зони.

### ІІ гілка водогону з гірських джерел

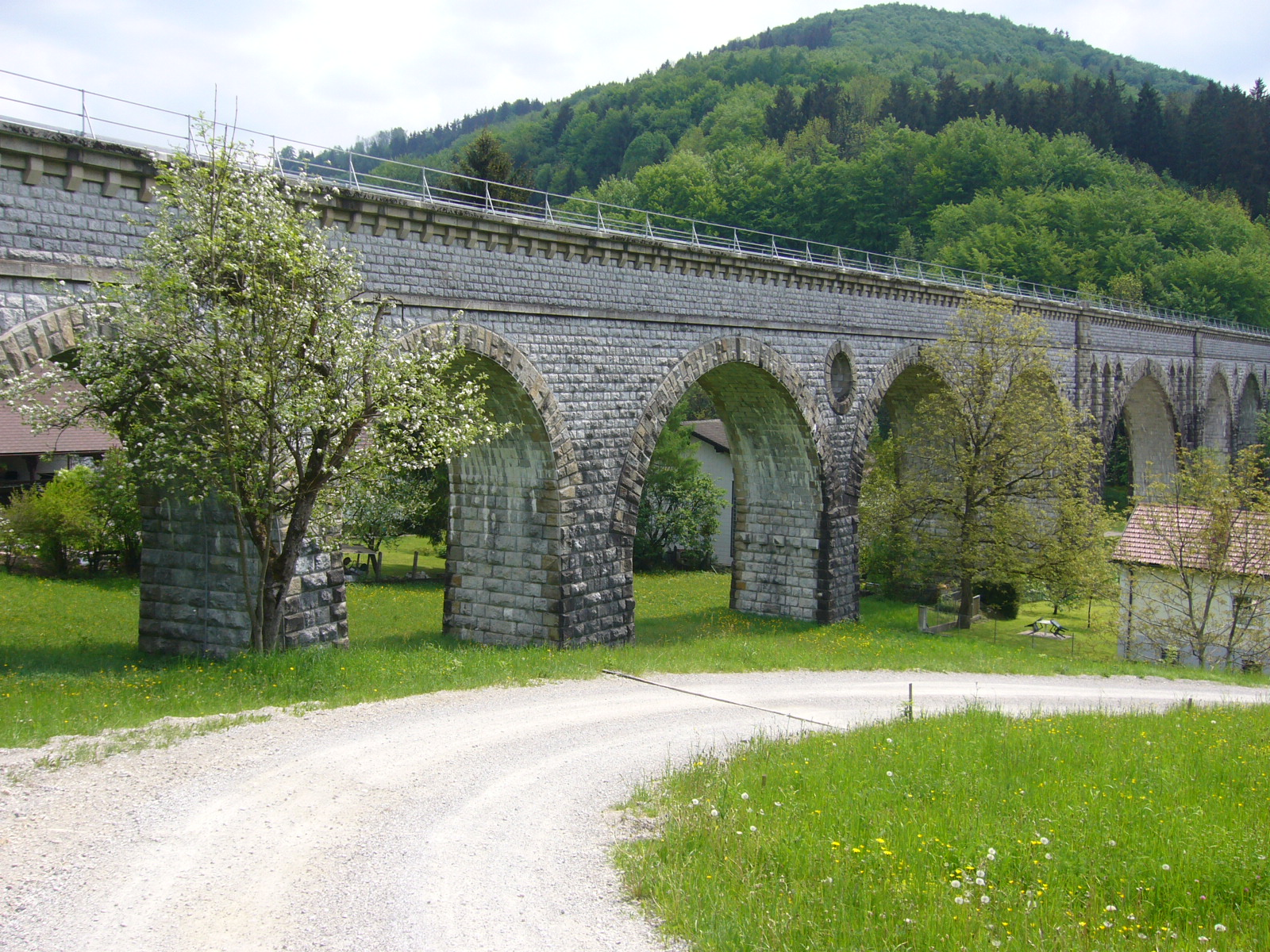
Акведук біля Санкт-Антона-на-Єсніц

ІІ гілка водогону живиться джерелами в районі Хохшваб. Вона була відкрита у 1910 році імператором Францом Йосифом і також має достатній нахил, а тому насоси не потрібні. Як і у випадку з першим водогоном, в районі джерела вже є великі перепади висоти, а тому тиск води доводиться зменшувати в турбінах гідроелектростанцій, які забезпечують електрикою райони від Вільдальпен до Маріацелля. Однією з найвідоміших електростанцій цього типу є електростанція у Гамінгу.
Водогін має довжину майже 200 км і в основному складається з тунелів, вимурованих з каменю і проходить через 100 акведуків та 19 дюкерів, які були побудовані з литих чавунних труб, оскільки тиск води складає у певних місцях до 9 бар. Воді потрібно майже 36 годин, щоб досягнути Відня. Тиск на вході у резервуар Лайнц настільки високий, що там також була встановлена турбіна, яку тепер знову хочуть реактивувати для виробництва електроенергії. Біля більших річок встановлені дренажні шлюзи, які дозволяють спорожняти трубопровід для обслуговування.
Найбільшим з джерел є джерело Клеффер біля підніжжя Хохшваба в Штирійському Зальцаталі, яке дає 10 000 літрів води на секунду тоді, коли тане сніг, а це приблизно 860 тис. м³ або 860 мільйон літрів на добу. Тому воно є одним з найбільших джерел питної води в Європі. Проте пропускна здатність цієї гілки водогону становить лише 210 000 м³ на добу, бо його середня ширина складає від 1,16 до 1,92 м, а висота — від 1,58 до 2,08 м.
Гілка водогону проходить від Вільдальпен через Лунц-ам-Зе, Шайбс, Вільгельмсбурга та Нойленгбаха через Прессбаум до Відня.
Більша частина території, на якій знаходяться джерела, належить муніципалітету Відня, який викупив її у Адмонтського абатства.

### ІІІ. гілка водогону
ІІІ. гілка водогону з'єднує водозабір Моосбрунн з Міттерндорфер-Сенке приблизно в 30 км на південь від Відня. Вона дає близько 64 тис. м³ води на добу, а це майже одна чверть потужності І. і ІІ. гілок. Цей водогін працює з 2006 року.

### Резервуари для води

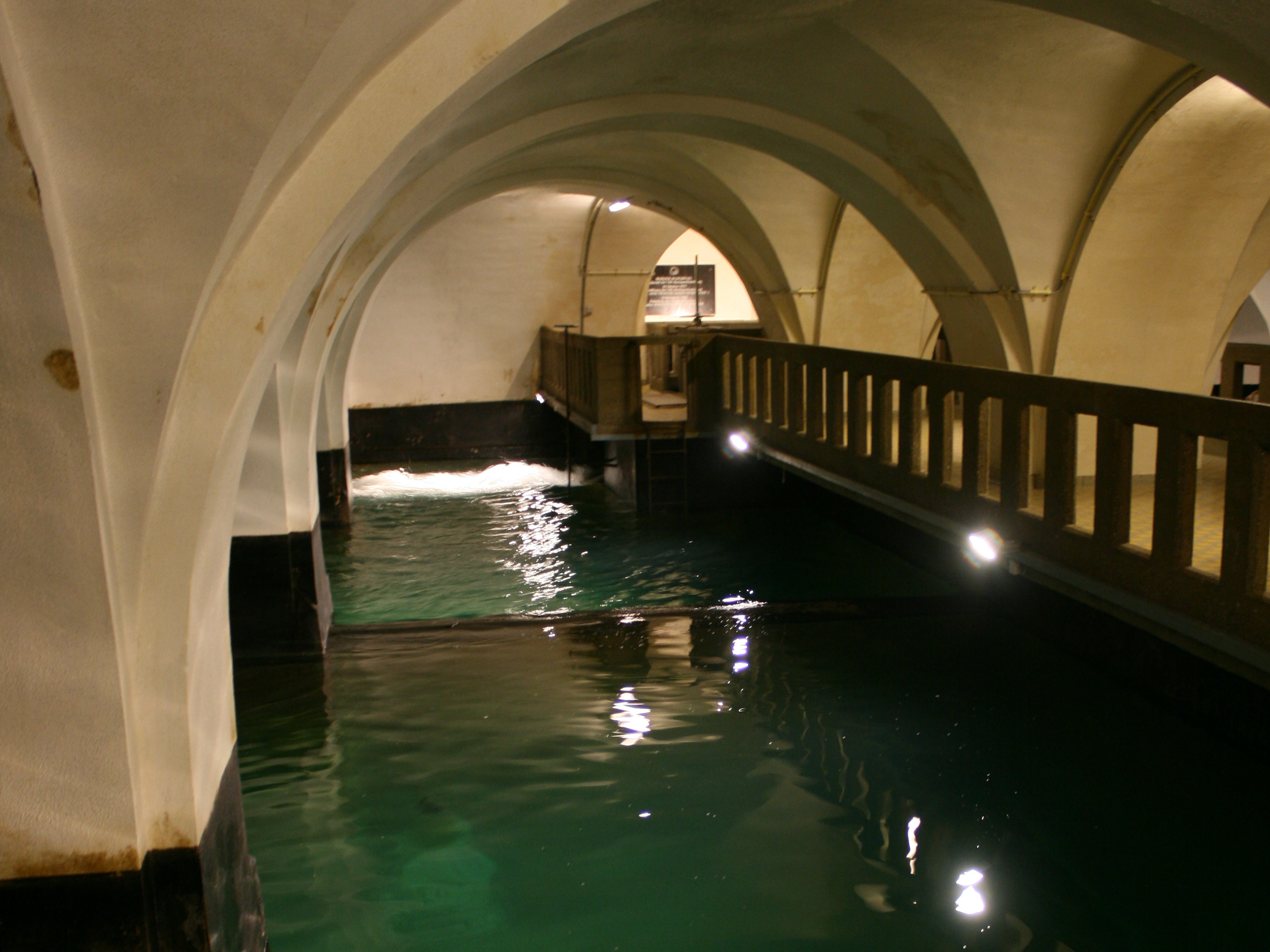
Водосховище на Розенхюгель (об'єм 130 тис. м³)

Майже тридцять резервуарів забезпечують місто, яке розділене на сім зон згідно тиску питної води. Оскільки всі резервуари знаходяться на підвищенні, то 95 % домогосподарств можуть бути забезпечені водою тільки за рахунок гравітації, тобто без насоса. Лише кілька зон тиску («жовтих» зон) необхідно забезпечувати насосами, наприклад, житловий комплекс Альт-Ерлаа або вежа Міленіум-Тауер, які мають власні насоси. Завдяки цим резервуарам, місто знатне вирівнювати піки споживання протягом дня.
Помітним об'єктом архітектури є водонапірна вежа у Фаворітен на Вінерберг, що більше не використовується, або резервуар для води на Бізамберг, фасад якого розроблено скульптором Готфрідом Кумпфом.

### Якість води

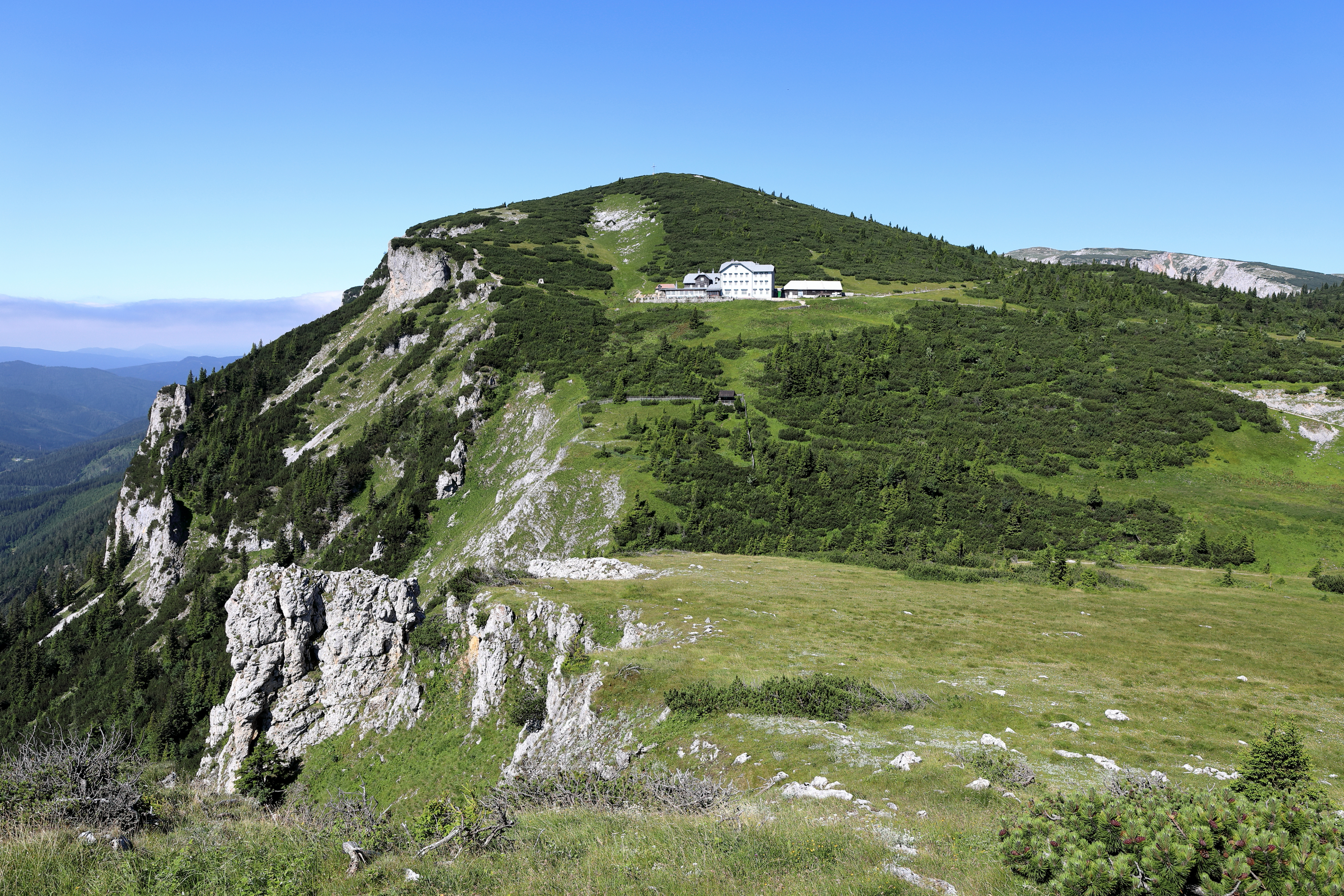
Район гірських джерел біля гори Ракс

Гірські джерела розташовані у карстовому районі, а тому швидкість проходження води через землю зазвичай дуже висока (8 до 10 годин) і ефективність фільтрації є відносно низькою. Тому у 1965 році район джерел загальною площею 600 км² було оголошено водоохоронною територією. Завдяки цьому вода з двох гірських джерел є настільки чистою, що незважаючи на всі зміни навколишнього середовища, її не потрібно очищати.
Муніципальний відділ 31 (Wiener Wasserwerke)) тісно співпрацює з лісовою адміністрацією міста Відня, щоб провести цілеспрямоване відновлення лісів для збільшення утворення гумусу, який здатний зберігати та очищати воду. Крім того, місто Відень бере участь у професійному водовідведенні з гірських притулків у цьому районі.
Оскільки вода перебуває в землі тільки короткий час, то вона досить м'яка і має тільки 7–9 німецьких градусів твердості (dH). Вода зі свердловин у Лобау має загальну жорсткість близько 18 dH. Твердість водопровідної води коливається в різних районах від 6 до 11 градусів (у деяких до 14 dH).

### Ціна на воду
Ціна води у 2019 році становила 1,92 євро за м³, а оплата за лічильник складає від 25,75 євро до 308,89 євро на календарний рік, залежно від обсягів споживання.

## Музеї
У Кайзербрунні та Вільдальпен було створено два музеї, присвячені будівництву та експлуатації водогону:
Водонапірна вежа на Вінерберг регулярно використовується для вистав, які не мають жодного відношення до води. На захід від вежі розташований дитячий майданчик, для ігр з водою, де в червні проходить фестиваль води.

## Додаткові зобов'язання міста Відень
Після того, як місто Відень отримало концесію на використання гірських джерел, воно також взяло на себе зобов'язання забезпечити питною водою Нассвальд і Матцендорф, а також утримувати дороги та мости в лісових районах. У федеральній землі Нижня Австрія, місто Відень утримує 32 мости в районі Нассвальд, Гіршванг і Стіксенштайн, а також 21 міст у районі Вільдальпен у федеральній землі Штирія. Місто Відень також збудував два нові мости — Рехенбрюкке та Шнайдербрюке у 2011 році.

## Міжнародна робоча група з гідротехнічних споруд в басейні Дунаю (IAWD)
Міжнародна робоча група з гідротехнічних споруд у басейні Дунаю, заснована у 1993 році. Вона працює у центральному офісі муніципального відділу 31 (Wiener Wasserwerke) на Grabnergasse у районі Маріяхільф.